# Xaysana Chitvilaphon
Xaysana Chitvilaphon (laotisch ໄຊຊະນະ ຈິດວິລະພົນ, * 9. Januar 2002) ist ein laotischer Fußballspieler.

## Karriere
Xaysana Chitvilaphon stand von Januar 2021 bis Dezember 2022 beim Viengchanh FC unter Vertrag. 2022 spielte er mit dem Verein aus der Hauptstadt Vientiane in der ersten Liga, der Lao Premier League. Nach 14 Erstligaspielen wechselte er im Januar 2023 zum ebenfalls in der ersten Liga spielenden Master 7 FC. Am Ende der Saison 2023, in der er 13 Ligaspiele bestritt, wurde er mit dem Verein aus Vientiane Vizemeister.

## Erfolge
Master 7 FC
- Laotischer Vizemeister: 2023